# Dmitrij Timofeevič Jazov
Dmitrij Timofeevič Jazov (in russo Дмитрий Тимофеевич Язов?; Omsk, 8 novembre 1924 – Mosca, 25 febbraio 2020) è stato un generale e politico russo, fino al 1991 sovietico.

## Carriera
Fu l'ultimo ad essere promosso Maresciallo dell'Unione Sovietica prima del collasso dell'URSS, il 28 aprile 1990. È stato l'unico Maresciallo di origini siberiane ed era l'ultimo maresciallo sovietico ancora in vita.
Tra il 1979 e il 1980 ebbe il comando del Gruppo di Forze Centro in Cecoslovacchia. Nel 1986, mentre era al comando del Distretto Militare dell'Estremo Oriente incontrò Michail Sergeevič Gorbačëv, che ne rimase positivamente impressionato e lo portò a ricoprire cariche elevate nel governo dell'Unione. Infatti nel maggio 1987 divenne Ministro della Difesa dell'Unione Sovietica e tra lo stesso anno e il 1990 fu candidato al Politburo.
Durante la crisi finale dell'Unione fu responsabile dello spiegamento delle unità di commando sovietiche (OMON) negli Stati baltici nei primi mesi del 1991. Nell'agosto seguente fu uno dei promotori del fallito Putsch di Mosca, portato avanti per evitare la dissoluzione dell'Unione Sovietica. Per questo passò 18 mesi agli arresti nel carcere di Matrosskaja Tišina, per essere successivamente rilasciato grazie all'amnistia accordata dal presidente Boris El'cin nel 1994.